# De parels van Mallorca
De parels van Mallorca is een  stripverhaal uit de reeks van Jerom, verschenen in 1969.

## Locaties
- Mallorca, Palma de Mallorca, parelwinkel, Victoria-hotel, Morotari-burcht, arena voor stierenvechten, grotten van Drach[1]

## Personages
- Jerom,tante Sidonia, Odilon, Arthur, Ferry, verkoper, verkoopster, strandgasten, koetsiers, portiers, hotelgasten, vrouw, eigenaar pompstation, matador, publiek, bende

## Het verhaal

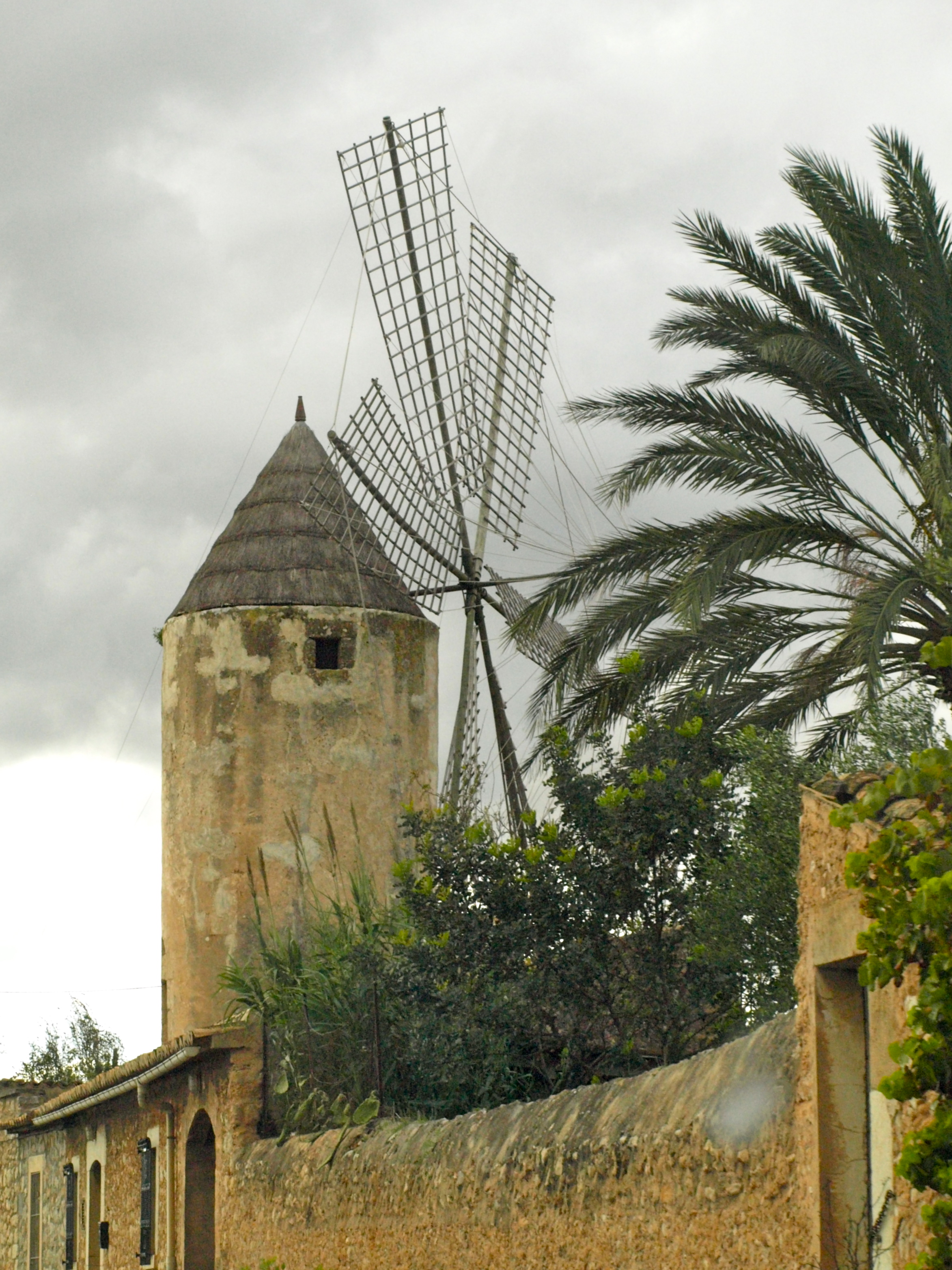
Molen op Mallorca

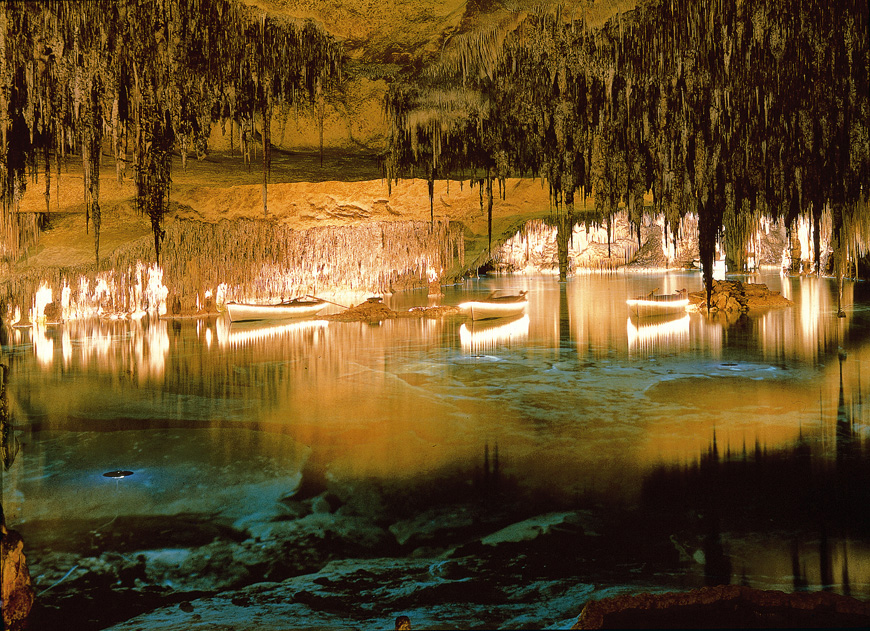
Het water in de grotten van Drach

Tante Sidonia viert vakantie op Mallorca. Ze leest over de beroemde namaakparels, de Majorica, en gaat een halssnoer kopen in het centrum van de stad. Na haar komt een man de winkel binnen die de parels van X-17 wil halen. De winkelier ontdekt dat deze bijzondere parels net aan tante Sidonia zijn verkocht.
Ferry volgt tante Sidonia en probeert de parels te pakken, maar dit mislukt.'s Nachts komt hij vermomd als kamermeisje in haar kamer, maar het lukt hem opnieuw niet om de parels te pakken te krijgen. Tante Sidonia heeft een zender in haar beauty-kist en waarschuwt Odilon. Hij komt samen met Jerom naar Mallorca op de straalmotor en ze redden een vrouw uit de zee. Zij vertelt het doel van hun reis aan een man, dit blijkt Ferry te zijn. Hij schrikt en probeert de mannen op de motor tegen te houden. Dit mislukt en Jerom en Odilon komen aan bij het Victoria-hotel, maar tante Sidonia is naar Corrida gegaan.
Jerom en Odilon gaan met een koets naar de arena, waar ze kunnen voorkomen dat Ferry de parels van tante Sidonia steelt. Ze achtervolgen de man, maar raken hem kwijt. Inmiddels ontmoet tante Sidonia de parelverkoper in het hotel. Hij vertelt dat hij het slot van het halssnoer moest repareren. Odilon rijdt op de motor over het eiland en bewondert de vele windmolens die water uit de grond oppompen. Hij ziet er één waarvan de wieken niet draaien en hij houdt deze molen in de gaten. Het blijkt de schuilplaats van de bende te zijn. Odilon wordt echter ontdekt en gevangengenomen. De bende stuurt een briefje naar het hotel en eist dat de parels weer naar de winkel worden gebracht. De straalmotor staat nog buiten de molen en wordt ontdekt door de vrouw die door Jerom en Odilon uit zee werd gered. Zij brengt de motor naar het hotel en vertelt waar ze hem heeft gevonden.
Jerom gaat naar de molen met de stilstaande wieken en vindt een spoor dat Odilon heeft achtergelaten. Hij volgt het spoor dat naar de grotten van Drach leidt en ziet prachtige pauwen bij de ingang van het park. Jerom ziet een bewegende ton en volgt deze de grot in. De ton drijft op een vlot op het water in de grot. Dan komt er een onderzeeër tevoorschijn en breekt het vlot. Tante Sidonia blijkt in de ton te zitten en ze wordt gevangengenomen. Odilon is ook gevangen in de duikboot en Jerom haalt zijn straalmotor op en probeert zijn vrienden te bevrijden. De bende vertelt dat ze de geheime formule van de parels van Mallorca hebben gestolen voor een vreemde mogendheid. In een van de parels van het halssnoer zit een microfilm met deze formule. Jerom kan de bende verslaan en levert de mannen af bij de politie. Tante Sidonia krijgt van de parelfabrikanten als dank een enorm groot parelsnoer cadeau.